# قلمرو آفریقای حاره‌ای

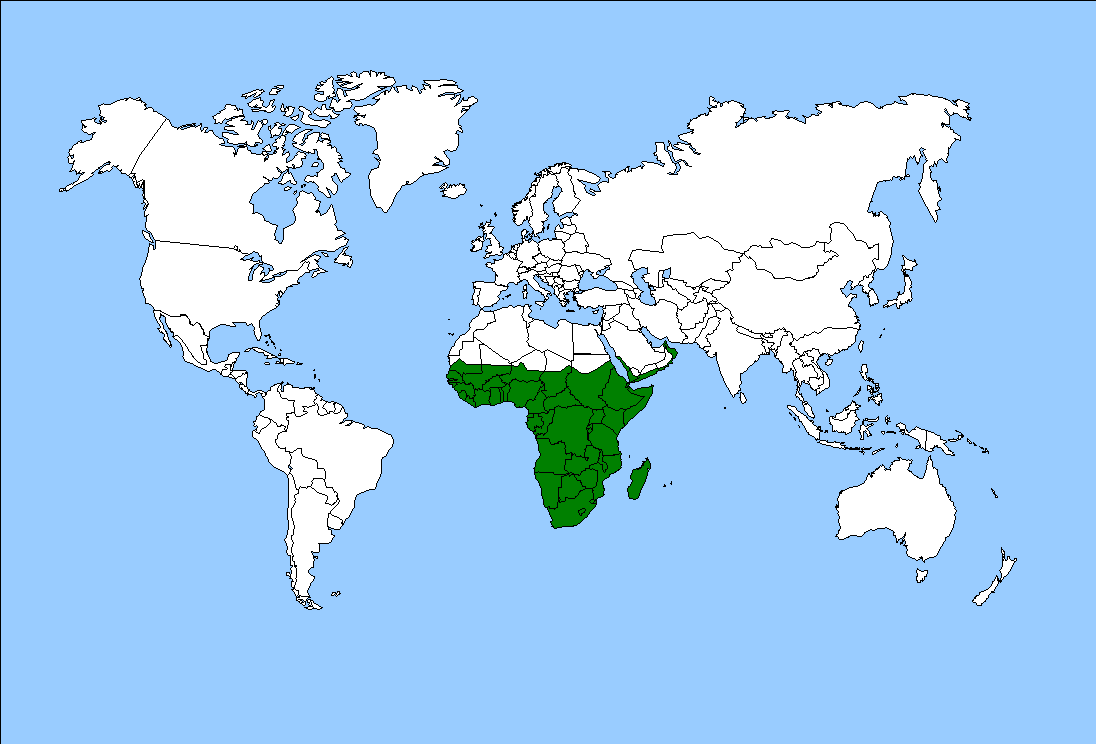
قلمرو آفریقای حاره‌ای

قلمرو آفریقای حارّه‌ای یکی از هشت قلمرو زیست‌جغرافیایی زمین است. این قلمرو در آفریقا شامل جنوب صحرای آفریقا، حاشیه‌های جنوبی و شرقی شبه جزیره عربستان، جزیره ماداگاسکار، جنوب ایران و منتهی‌الیه جنوب غربی پاکستان، و جزایر غربی اقیانوس هند می‌باشد. این ناحیه در قدیم به ناحیه اتیوپیایی یا منطقه اتیوپی معروف بود.

## اقلیم
به استثنای رأس جنوبی آفریقا، بیشتر قلمرو آفریقای حاره‌ای، آب و هوای حاره‌ای دارد. ناحیه گسترده‌ای از بیابان‌ها که آفریقای شمالی و معتدله اوراسیا را دربردارد، شامل بیابان‌های اطلسی و صحرای آفریقا از شمال آفریقا و صحرای عربستان از شبه‌جزیره عربستان، قلمرو آفریقای حاره‌ای را از قلمرو دیرین‌شمالگانی جدا می‌کند.

### گیاهان
قلمرو آفریقای حاره‌ای خاستگاه شماری از تیره‌های گیاهی بومی است. ماداگاسکار و جزایر اقیانوس هند محل رشد ده تیره بومی گیاهان گل‌آور می‌باشد: هشت تیره بومی ماداگاسکار هستند (آستروپیا، دیدیملاسیا، دیدریسیا، کالیفوراسیا، ملانوفیلاسیا، فیسناسیا، سارکولناسیا، و اسفاروسپالاسیا)، یکی از مجمع الجزایر سیشل (مسدوساجینسیا) و دیگری از جزایر ماسکارین (فیلوکسیلیسیا) می‌باشد. دوازده گونه تیره‌های گیاهی بومی یا حدوداً بومی آفریقای جنوبی می‌باشند (شامل کورتیسیاسیا، هتروپیکسیداسیا، پنیسیا، سیلوکسیلیسیا و رینکالیسیا) که پنج تیره آن بومی بخش دماغه گیاهی هستند (از جمله گروبیاسیا). دیگر تیره‌های بومی آفریقای گرمسیری شامل باربیاسیا، مونتینیاسیا، میروسام ناسیا و الینیاسیا می‌باشند.

### جانوران
دریاچه‌های بزرگ آفریقای شرقی (ویکتوریا، مالاوی، و تانگانیکا) مرکز گوناگونی زیستی بسیاری از ماهیهای آب شیرین به‌خصوص انواع ماهیهای سیلکید می‌باشند (آنها زیستگاه بیش از دو سوم از ۲۰۰۰ گونه‌های برآورد شده در این تیره هستند). بخش کرانه رودهای آفریقای غربی تنها بخش کوچکی از آفریقای غربی را شامل می‌شود، اما ۳۲۲ گونه از ماهیان غرب آفریقا را در خود جای می‌دهد، ۲۴۷ گونه محدود به این منطقه و حتی ۱۲۹ گونه محدود به گستره‌های کوچکتر می‌باشد. جانداران رودهای مرکزی متشکل از ۱۹۴ گونه ماهی می‌باشند که ۱۱۹ گونه بومی است و تنها ۳۳ گونه محدود به مناطق کوچک هستند.
آفریقای حاره‌ای گونه‌های متعدد پرندگان بومی را دارا ست، از جمله شترمرغ‌ها (استروسیونیدا)، مرغهای عسل خوار، مرغ منشی (ساگیتاریدا)، مرغ شاخ‌دار (نامیدیدا)، و موش مرغ (کلیدا). همچنین چندین گونه از گنجشک‌سانان محدود به آفریقای گرمسیری هستند: این گونه‌ها شامل صخره‌جهنده‌ها (کاتوپیدا) و مرغ صخره (پیکاسارتیدا) می‌باشند.
آفریقا دارای سه نوع بومی پستانداران است، توبیولیدنتا (آروارکس)، سوریسیدای آفریقایی (تنرک‌ها و موش‌های کور طلایی)، ماکروسلیدا (موش‌های شبگرد بزرگ). جلگه‌های آفریقای شرقی به جهت گوناگونی پستانداران بزرگ خود معروفند.
چهار گونه از بوزینه‌های بزرگ (همینیدا) بومی آفریقا هستند: هر دو گونه گوریل (گوریل غربی، گوریل گوریل، و گوریل شرقی، برینگی گوریل) و هر دو گونه شامپانزه (شامپانزه معمولی، تروگلودیت‌های پن، و بونوبو، پانیساوس پن). منشأ انسان‌ها و نیاکان آن‌ها در آفریقا می‌باشد.

## بوم‌ناحیه‌های خشکی قلمرو آفریقای حاره‌ای

بوم‌ناحیه‌های قلمرو آفریقای حاره‌ای، کدهای رنگی بر پایه زیست‌بوم. سبز تیره: جنگل‌های پهن‌برگ مرطوب حاره‌ای و جنب‌حاره‌ای. قهوه‌ای روشن: جنگل‌های پهن‌برگ خشک حاره‌ای و جنب‌حاره‌ای. زرد: علفزارها، گرم‌دشت‌ها و درختچه‌زارهای حاره‌ای و جنب‌حاره‌ای. سبز روشن: علفزارها، گرم‌دشت‌ها و درختچه‌زارهای معتدله. آبی روشن: علفزارها و گرم‌دشت‌های سیلابی. بنفش روشن: علفزارها و درختچه‌زارهای کوهستانی. قهوه‌ای: جنگل‌ها، درختزارها و بوته‌زارهای مدیترانه‌ای. بژ: بیابان‌ها و درختچه‌زارهای خشک. ارغوانی: کرنا

| بوم‌ناحیه‌های جنگل‌های پهن‌برگ مرطوب حاره‌ای و جنب‌حاره‌ای قلمرو آفریقای حاره‌ای | بوم‌ناحیه‌های جنگل‌های پهن‌برگ مرطوب حاره‌ای و جنب‌حاره‌ای قلمرو آفریقای حاره‌ای |
| ------------------------------------------------------------------------ | ------------------------------------------------------------------------ |
| Albertine Rift montane forests                                           | جمهوری دموکراتیک کنگو، بوروندی، رواندا، تانزانیا، اوگاندا                |
| جنگل‌های ساحلی استوایی اقیانوس اطلس                                       | آنگولا، کامرون، جمهوری دموکراتیک کنگو، جمهوری کنگو، گینه استوایی، گابن   |
| جنگل‌های ارتفاعات کامرون                                                  | کامرون، نیجریه                                                           |
| Central Congolian lowland forests                                        | جمهوری دموکراتیک کنگو                                                    |
| Comoros forests                                                          | کومور                                                                    |
| Cross–Niger transition forests                                           | نیجریه                                                                   |
| جنگل‌های ساحلی سنقا–بیوکو                                                 | کامرون، گینه استوایی، نیجریه                                             |
| East African montane forests                                             | کنیا، سودان جنوبی، تانزانیا، اوگاندا                                     |
| Eastern Arc forests                                                      | تانزانیا، کنیا                                                           |
| Eastern Congolian swamp forests                                          | جمهوری دموکراتیک کنگو                                                    |
| جنگل‌های گینه شرقی                                                        | بنین، غنا، ساحل عاج، توگو                                                |
| Ethiopian montane forests                                                | اریتره، اتیوپی، سومالی، سودان                                            |
| Granitic Seychelles forests                                              | سیشل                                                                     |
| جنگل‌های کوهستانی گینه                                                    | گینه، ساحل عاج، لیبریا، سیرالئون                                         |
| جنگل‌های کوهستانی نیسنا–اماتوله                                           | آفریقای جنوبی                                                            |
| KwaZulu–Cape coastal forest mosaic                                       | آفریقای جنوبی                                                            |
| جنگل‌های پست‌بوم ماداگاسکار                                                | ماداگاسکار                                                               |
| Madagascar subhumid forests                                              | ماداگاسکار                                                               |
| Maputaland coastal forest mosaic                                         | اسواتینی، موزامبیک، آفریقای جنوبی                                        |
| جزایر ماسکارین                                                           | موریس، رئونیون                                                           |
| Mount Cameroon and Bioko montane forests                                 | کامرون، گینه استوایی                                                     |
| Niger Delta swamp forests                                                | نیجریه                                                                   |
| Nigerian lowland forests                                                 | بنین، نیجریه                                                             |
| Northeastern Congolian lowland forests                                   | کامرون، جمهوری آفریقای مرکزی، گابن، جمهوری کنگو                          |
| Northern Zanzibar–Inhambane coastal forest mosaic                        | کنیا، سومالی، تانزانیا                                                   |
| Northwestern Congolian lowland forests                                   | کامرون، جمهوری آفریقای مرکزی، گابن، جمهوری کنگو                          |
| São Tomé, Príncipe, and Annobón forests                                  | گینه استوایی، سائوتومه و پرنسیپ                                          |
| Southern Zanzibar–Inhambane coastal forest mosaic                        | مالاوی، موزامبیک، تانزانیا، زیمبابوه                                     |
| Western Congolian swamp forests                                          | جمهوری دموکراتیک کنگو، جمهوری کنگو                                       |
| جنگل‌های پست‌بوم گینه غربی                                                 | گینه، ساحل عاج، لیبریا، سیرالئون                                         |

| بوم‌ناحیه‌های جنگل‌های پهن‌برگ خشک حاره‌ای و جنب‌حاره‌ای قلمرو آفریقای حاره‌ای | بوم‌ناحیه‌های جنگل‌های پهن‌برگ خشک حاره‌ای و جنب‌حاره‌ای قلمرو آفریقای حاره‌ای |
| ---------------------------------------------------------------------- | ---------------------------------------------------------------------- |
| Cape Verde Islands dry forests                                         | کیپ ورد                                                                |
| جنگل‌های خزان‌دار خشک ماداگاسکار                                         | ماداگاسکار                                                             |
| Zambezian Cryptosepalum dry forests                                    | زامبیا، آنگولا                                                         |

| بوم‌ناحیه‌های علفزارها، گرم‌دشت‌ها و درختچه‌زارهای حاره‌ای و جنب‌حاره‌ای قلمرو آفریقای حاره‌ای | بوم‌ناحیه‌های علفزارها، گرم‌دشت‌ها و درختچه‌زارهای حاره‌ای و جنب‌حاره‌ای قلمرو آفریقای حاره‌ای                      |
| ------------------------------------------------------------------------------------- | --- |
| Angolan miombo woodlands                                                              | آنگولا |
| Angolan mopane woodlands                                                              | آنگولا، نامیبیا                                                                                            |
| Ascension scrub and grasslands                                                        | جزیره اسنشن                                                                                                |
| جنگل‌های میومبوی زامبزی مرکزی                                                          | آنگولا، بوروندی، جمهوری دموکراتیک کنگو، مالاوی، تانزانیا، زامبیا                                           |
| East Sudanian savanna                                                                 | کامرون، جمهوری آفریقای مرکزی، چاد، جمهوری دموکراتیک کنگو، اریتره، اتیوپی، سودان جنوبی، سودان، اوگاندا      |
| Eastern miombo woodlands                                                              | موزامبیک، تانزانیا                                                                                         |
| پاره‌چین ساوانا–جنگلی گینه                                                             | بنین، بورکینافاسو، کامرون، گامبیا، غنا، گینه، گینه بیسائو، ساحل عاج، نیجریه، سنگال، توگو                   |
| Itigi–Sumbu thicket                                                                   | تانزانیا، زامبیا                                                                                           |
| Kalahari Acacia-Baikiaea woodlands                                                    | بوتسوانا، نامیبیا، آفریقای جنوبی، زیمبابوه                                                                 |
| Mandara Plateau mosaic                                                                | کامرون، نیجریه                                                                                             |
| Northern Acacia–Commiphora bushlands and thickets                                     | اتیوپی، کنیا، سودان جنوبی، اوگاندا                                                                         |
| Northern Congolian forest–savanna mosaic                                              | کامرون، جمهوری آفریقای مرکزی، جمهوری دموکراتیک کنگو، سودان جنوبی، اوگاندا                                  |
| ساحل صحرا                                                                             | بورکینافاسو، کامرون، کیپ ورد، چاد، اریتره، اتیوپی، مالی، موریتانی، نیجر، نیجریه، سنگال، سودان جنوبی، سودان |
| Serengeti volcanic grasslands                                                         | کنیا، تانزانیا                                                                                             |
| Somali Acacia–Commiphora bushlands and thickets                                       | اریتره، اتیوپی، کنیا، سومالی                                                                               |
| South Arabian fog woodlands, shrublands, and dune                                     | عمان، عربستان سعودی، یمن                                                                                   |
| Southern Acacia–Commiphora bushlands and thickets                                     | کنیا، تانزانیا                                                                                             |
| Southern Africa bushveld                                                              | بوتسوانا، آفریقای جنوبی، زیمبابوه                                                                          |
| Southern Congolian forest–savanna mosaic                                              | آنگولا، جمهوری دموکراتیک کنگو                                                                              |
| Southern miombo woodlands                                                             | مالاوی، موزامبیک، زامبیا، زیمبابوه                                                                         |
| Saint Helena scrub and woodlands                                                      | سنت هلن |
| Victoria Basin forest–savanna mosaic                                                  | بوروندی، جمهوری دموکراتیک کنگو، اتیوپی، کنیا، رواندا، سودان جنوبی، تانزانیا، اوگاندا                       |
| West Sudanian savanna                                                                 | بنین، بورکینافاسو، گامبیا، غنا، گینه، مالی، ساحل عاج، نیجر، نیجریه، سنگال                                  |
| Western Congolian forest–savanna mosaic                                               | آنگولا، جمهوری دموکراتیک کنگو، جمهوری کنگو                                                                 |
| Western Zambezian grasslands                                                          | آنگولا، زامبیا                                                                                             |
| Zambezian and mopane woodlands                                                        | بوتسوانا، اسواتینی، مالاوی، موزامبیک، نامیبیا، آفریقای جنوبی، زامبیا، زیمبابوه                             |
| Zambezian Baikiaea woodlands                                                          | آنگولا، بوتسوانا، نامیبیا، زامبیا، زیمبابوه                                                                |

| بوم‌ناحیه‌های علفزارها، گرم‌دشت‌ها و درختچه‌زارهای معتدله قلمرو آفریقای حاره‌ای | بوم‌ناحیه‌های علفزارها، گرم‌دشت‌ها و درختچه‌زارهای معتدله قلمرو آفریقای حاره‌ای |
| ------------------------------------------------------------------------- | ------------------------------------------------------------------------- |
| Al Hajar montane woodlands                                                | عمان، امارات متحده عربی                                                   |
| Amsterdam and Saint-Paul Islands temperate grasslands                     | جزیره آمستردام، جزیره سنت پل                                              |
| Tristan da Cunha–Gough Islands shrub and grasslands                       | تریستان دا کونا، جزیره گوف                                                |

| بوم‌ناحیه‌های علفزارها و گرم‌دشت‌های سیلابی قلمرو آفریقای حاره‌ای | بوم‌ناحیه‌های علفزارها و گرم‌دشت‌های سیلابی قلمرو آفریقای حاره‌ای                |
| ------------------------------------------------------------ | --------------------------------------------------------------------------- |
| دریاچه ناترون                                                | کنیا، تانزانیا                                                              |
| Etosha Pan halophytics                                       | نامیبیا                                                                     |
| Inner Niger Delta flooded savanna                            | مالی                                                                        |
| Lake Chad flooded savanna                                    | کامرون، چاد، نیجر، نیجریه                                                   |
| Saharan flooded grasslands                                   | سودان جنوبی                                                                 |
| Zambezian coastal flooded savanna                            | موزامبیک                                                                    |
| Zambezian flooded grasslands                                 | آنگولا، بوتسوانا، جمهوری دموکراتیک کنگو، مالاوی، موزامبیک، تانزانیا، زامبیا |
| کویر ماکه‌دیگادی                                              | بوتسوانا                                                                    |

| بوم‌ناحیه‌های علفزارها و درختچه‌زارهای کوهستانی قلمرو آفریقای حاره‌ای | بوم‌ناحیه‌های علفزارها و درختچه‌زارهای کوهستانی قلمرو آفریقای حاره‌ای |
| ----------------------------------------------------------------- | ----------------------------------------------------------------- |
| Angolan montane forest–grassland mosaic                           | آنگولا                                                            |
| Angolan Scarp savanna and woodlands                               | آنگولا                                                            |
| دراکنزبرگ                                                         | لسوتو، آفریقای جنوبی                                              |
| دراکنزبرگ                                                         | لسوتو، آفریقای جنوبی، اسواتینی                                    |
| East African montane moorlands                                    | کنیا، سودان، تانزانیا، اوگاندا                                    |
| Eastern Zimbabwe montane forest–grassland mosaic                  | موزامبیک، زیمبابوه                                                |
| Ethiopian montane grasslands and woodlands                        | اتیوپی، سودان                                                     |
| Ethiopian montane moorlands                                       | اتیوپی، سودان                                                     |
| بلندولد                                                           | لسوتو، آفریقای جنوبی                                              |
| فلات جوس                                                          | نیجریه                                                            |
| Madagascar ericoid thickets                                       | ماداگاسکار                                                        |
| Maputaland–Pondoland bushland and thickets                        | موزامبیک، آفریقای جنوبی، اسواتینی                                 |
| Rwenzori–Virunga montane moorlands                                | جمهوری دموکراتیک کنگو، رواندا، اوگاندا                            |
| South Malawi montane forest–grassland mosaic                      | مالاوی، موزامبیک                                                  |
| Southern Rift montane forest–grassland mosaic                     | مالاوی، تانزانیا                                                  |

| بوم‌ناحیه‌های جنگل‌ها، درختزارها و بوته‌زارهای مدیترانه‌ای قلمرو آفریقای حاره‌ای | بوم‌ناحیه‌های جنگل‌ها، درختزارها و بوته‌زارهای مدیترانه‌ای قلمرو آفریقای حاره‌ای |
| -------------------------------------------------------------------------- | -------------------------------------------------------------------------- |
| بیشه‌های آلبانی                                                             | آفریقای جنوبی                                                              |
| خوش‌بوته‌زار                                                                 | آفریقای جنوبی                                                              |
| خوش‌بوته‌زار                                                                 | آفریقای جنوبی                                                              |

| بوم‌ناحیه‌های بیابان‌ها و درختچه‌زارهای خشک قلمرو آفریقای حاره‌ای | بوم‌ناحیه‌های بیابان‌ها و درختچه‌زارهای خشک قلمرو آفریقای حاره‌ای |
| ------------------------------------------------------------ | ------------------------------------------------------------ |
| بیابان مه ساحلی شبه‌جزیره عربستان                             | عمان، عربستان سعودی، یمن                                     |
| الدبرا                                                       | سیشل                                                         |
| East Saharan montane xeric woodlands                         | چاد، سودان                                                   |
| Eritrean coastal desert                                      | جیبوتی، اریتره                                               |
| Ethiopian xeric grasslands and shrublands                    | جیبوتی، اریتره، اتیوپی، سومالی، سودان                        |
| بیابان و نیمه‌بیابان دریای عمان                               | عمان، امارات متحده عربی                                      |
| Hobyo grasslands and shrublands                              | سومالی                                                       |
| جزیره اروپا                                                  | باساس دا ایندیا، جزیره اروپا                                 |
| بیابان کالاهاری                                              | بوتسوانا، نامیبیا، آفریقای جنوبی                             |
| Kaokoveld desert                                             | آنگولا، نامیبیا                                              |
| Madagascar spiny thickets                                    | ماداگاسکار                                                   |
| Madagascar succulent woodlands                               | ماداگاسکار                                                   |
| Masai xeric grasslands and shrublands                        | اتیوپی، کنیا                                                 |
| ناما کارو                                                    | نامیبیا، آفریقای جنوبی                                       |
| بیابان نامیب                                                 | نامیبیا                                                      |
| Namibian savanna woodlands                                   | نامیبیا                                                      |
| Socotra Island xeric shrublands                              | یمن                                                          |
| Somali montane xeric woodlands                               | سومالی                                                       |
| Southwestern Arabian foothills savanna                       | عربستان سعودی، یمن                                           |
| Southwestern Arabian montane woodlands                       | عربستان سعودی، یمن                                           |
| Succulent Karoo                                              | آفریقای جنوبی                                                |

| بوم‌ناحیه‌های مانگرو قلمرو آفریقای حاره‌ای | بوم‌ناحیه‌های مانگرو قلمرو آفریقای حاره‌ای                                     |
| --------------------------------------- | --------------------------------------------------------------------------- |
| Red Sea mangroves                       | جیبوتی، مصر، اریتره، عربستان سعودی، سومالی، سودان، یمن                      |
| Central African mangroves               | آنگولا، کامرون، جمهوری دموکراتیک کنگو، گینه استوایی، گابن، غنا، Niger Delta |
| East African mangroves                  | کنیا، موزامبیک، تانزانیا                                                    |
| مانگروهای گینه                          | سنگال، گامبیا، گینه بیسائو، گینه، سیرالئون، لیبریا، ساحل عاج                |
| Madagascar mangroves                    | ماداگاسکار                                                                  |
| مانگروهای آفریقای جنوبی                 | موزامبیک، آفریقای جنوبی                                                     |